# Paul Laymann
Paul Laymann (Arzl (Innsbruck), 1574 - Constance, 1635) est un théologien moral et casuiste autrichien du début du XVIIe siècle.

## Biographie
Entré chez les jésuites à Innsbruck, il fut ensuite successivement professeur de philosophie à Ingolstadt (1603-1609), de théologie morale à Munich (1609-1625) puis finalement de droit canon à Dillingen (1625-1630). L'invasion suédoise le contraint à se réfugier à Constance, où il mourrut. Sa Theologia moralis (Munich 1625 ; 1630 ; nombreuses rééd.) a joui d'un immense succès. Il y exprime un probabilisme modéré et manifeste un souci constant d'établir la morale sur des bases naturelles. L'ouvrage connut une sorte de monopole jusqu'au XVIIe siècle, et fut très souvent utilisé comme texte de référence par d'autres casuistes. On lui doit également des commentaires aristotéliciens : Disputatio logica ex organo; item de varietate scientiarum et artium (Ingolstadt, 1604) ; Dissertatio physica de corruptione et generatione (1605) ; De anima cognoscente et appetente (1606) ; De animae facultatibus organicis et intellectivis (1608) ; Miscellanea physica (1609).